# East Highland Way
Der East Highland Way (schottisch-gälisch: Slighe Gaidhealtachd an Ear) ist ein 132 km langer Fernwanderweg in Schottland, der die Städte Fort William und Aviemore verbindet.

## Beschreibung
Der EHW wurde 2007 von Kevin Langan entwickelt und verdankt seinen Namen der Tatsache, dass die Strecke in Aviemore am Rande der schottischen Highlands endet. Der Weg führt durch eine abwechslungsreiche und wilde Landschaft, durch tiefe Waldplantagen, vorbei an vielen Lochs und überwindet unberührte Sumpfgebiete. Er verbindet den West Highland Way und den Great Glen Way in Fort William sowie den Speyside Way in Aviemore.

## Hauptroute
Fort William – Spean Bridge – Tulloch – Feagour – Laggan – Newtonmore – Kincraig – Aviemore.

## Etappen
Nachfolgende Etappenempfehlung bei Wanderung von West nach Ost.
Etappe 1: Fort William – Spean Bridge, Länge: 18,9 km
Etappe 2: Spean Bridge – Tulloch, Länge: 18,8 km
Etappe 3: Tulloch – Feagour, Länge: 33,7 km
Etappe 4: Feagour – Laggan, Länge: 8,1 km
Etappe 5: Laggan – Newtonmore, Länge: 14,6 km
Etappe 6: Newtonmore – Kincraig, Länge: 24,7 km
Etappe 7: Kincraig – Aviemore, Länge: 16,8 km

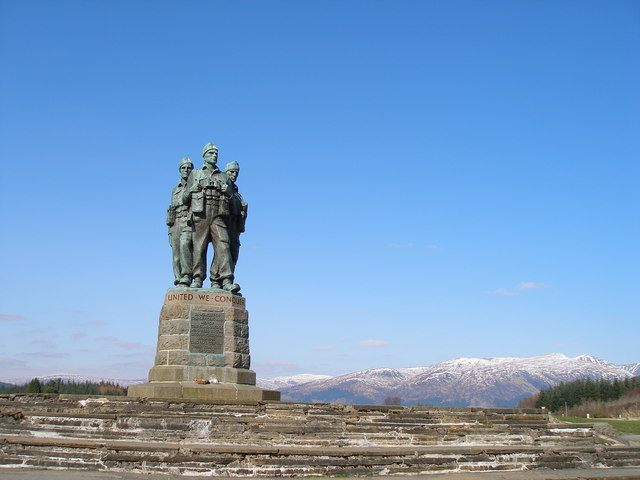
Commando Memorial, Nahe Spean Bridge
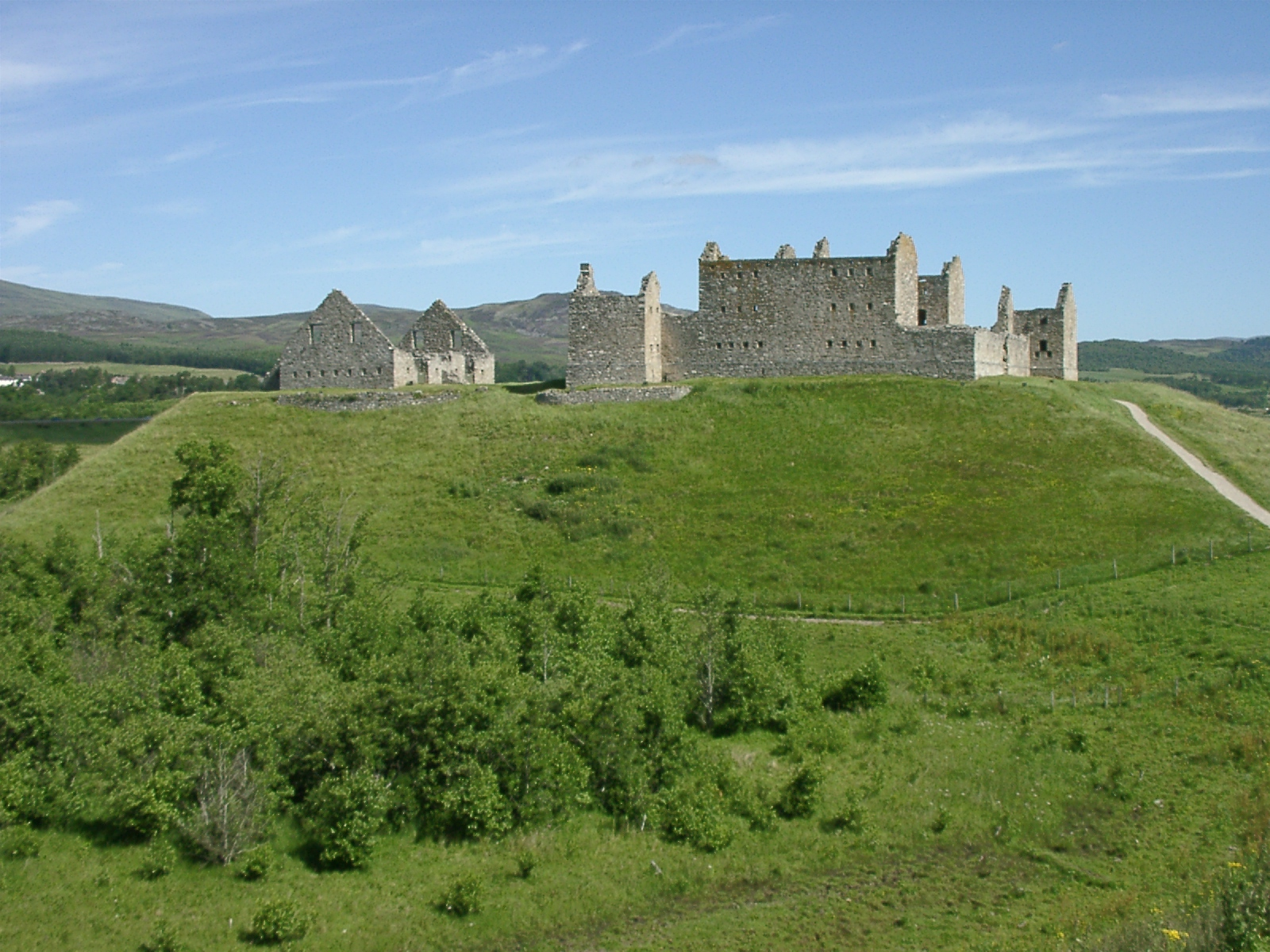
Ruthven Barracks, Nahe Kingussie
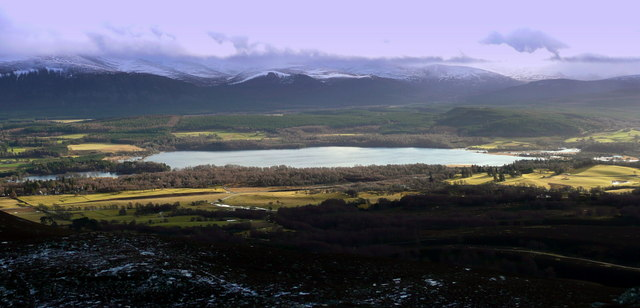
Loch Insh, Nahe Kincraig

## Markierung
Der Weg ist nur teilweise markiert, daher ist die Benutzung einer Karte zu empfehlen.

## Orte entlang des Weges
- Fort William
- Torlundy
- Spean Bridge
- Monessie
- Tulloch
- Strathmashie
- Laggan
- Newtonmore
- Kingussie
- Loch Insh
- Kincraig
- Feshiebridge
- Aviemore

## Seltene Tierarten
Entlang des Weges können verschiedene seltene Tierarten beobachtet werden.
- Baummarder (engl. Pine marten)
- Europäische Wildkatze (engl. Scottish wildcat)
- Steinadler (engl. Golden eagle)
- Eichhörnchen (engl. Red squirrel)
- Schottischer Kreuzschnabel (engl. Scottish crossbill)
- Fischadler (engl. Osprey)
- Haubenmeise (engl. Crested tit)
- Auerhuhn (engl. Capercaillie)

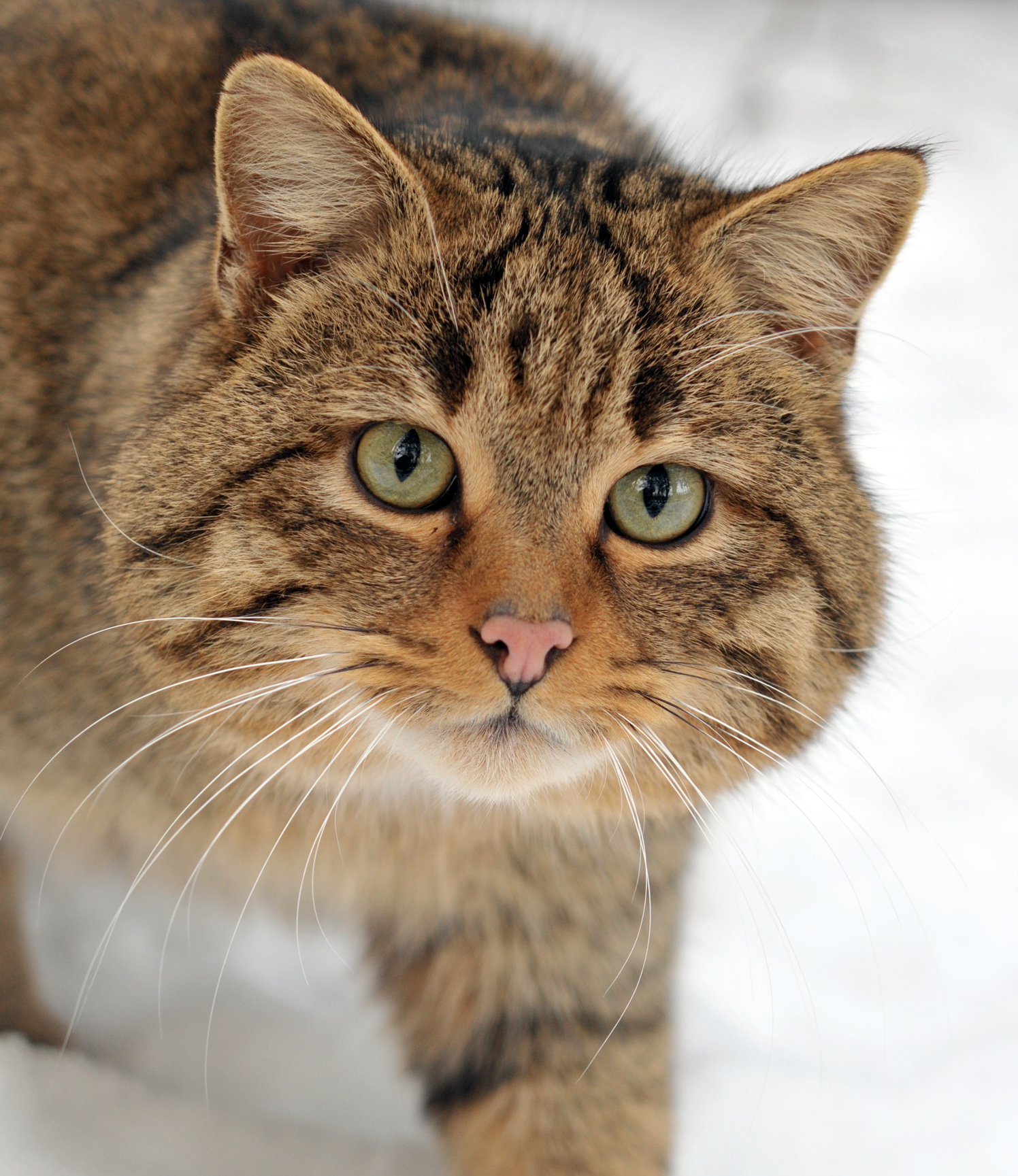
Europäische Wildkatze
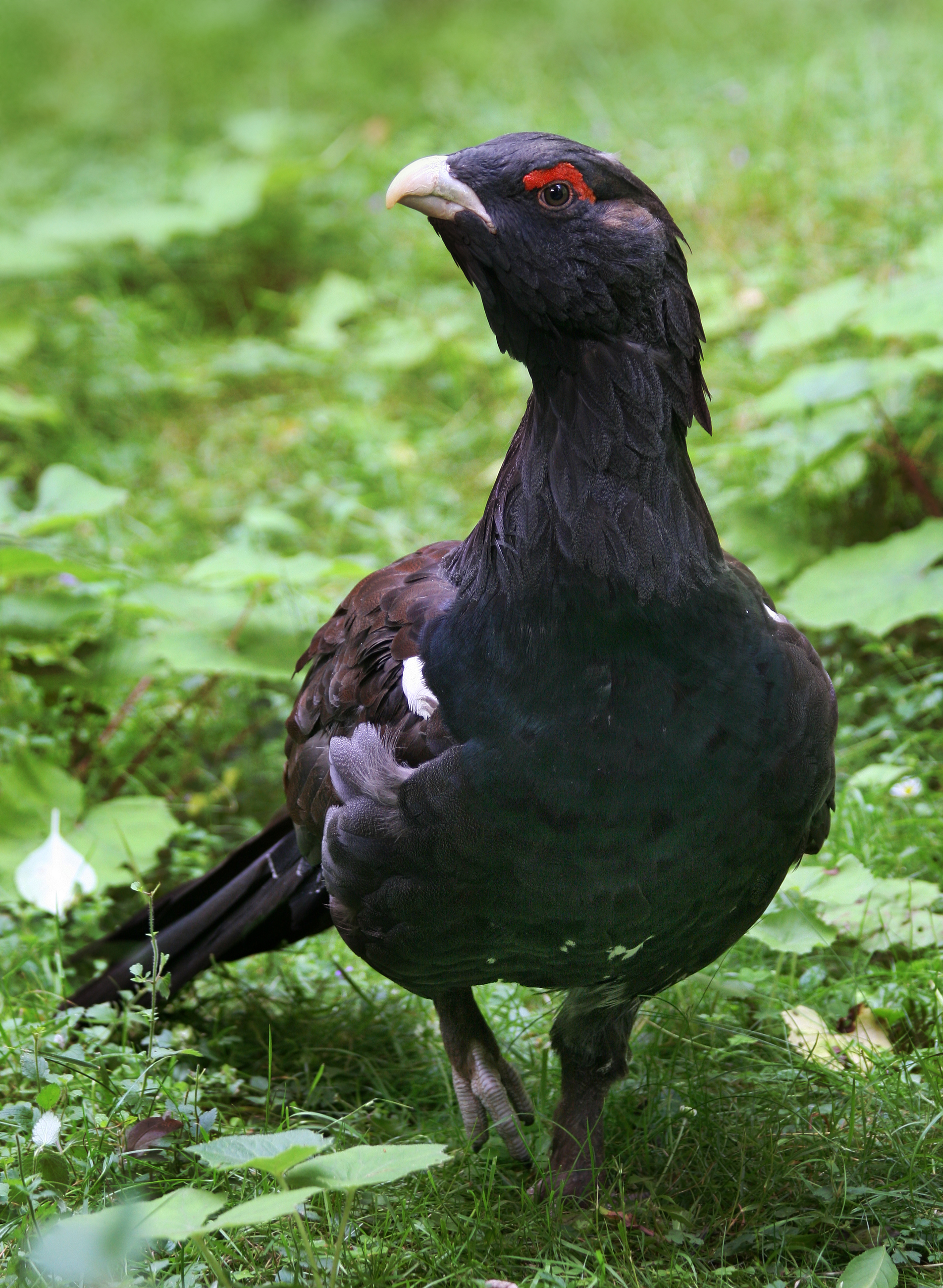
Auerhuhn